# Desaiganj
Desaiganj is een nagar panchayat (plaats) in het district Gadchiroli van de Indiase staat Maharashtra. 

## Demografie
Volgens de Indiase volkstelling van 2001 wonen er 24.786 mensen in Desaiganj, waarvan 51% mannelijk en 49% vrouwelijk is. De plaats heeft een alfabetiseringsgraad van 69%. 